# Sirio (Schiff)
Die Sirio war ein 1883 in Dienst gestelltes Passagierschiff der italienischen Reederei Navigazione Generale Italiana, das für die Beförderung von Passagieren, Post und Fracht von Italien nach Südamerika eingesetzt wurde. Am 4. August 1906 lief die Sirio vor der Südostküste Spaniens auf ein Felsenriff, kenterte und sank nach wenigen Minuten. 442 Passagiere und Besatzungsmitglieder kamen ums Leben. Es handelt sich um eine der größten Tragödien in der Geschichte der italienischen Dampfschifffahrt. Sie wird auch die „Titanic des Mittelmeers“ genannt.

## Das Schiff
Das 4.141 BRT große, aus Eisen gebaute Dampfschiff Sirio wurde 1883 von der schottischen Werft Robert Napier & Sons in Govan auf dem Clyde für die Societa Italiana di Trasporti Marittimi Raggio & Co., eine italienische Dampfschifffahrtsgesellschaft mit Sitz in Genua, gebaut. Es war 115,8 Meter lang, 12,8 Meter breit und hatte einen Tiefgang von 7,6 Metern. Der Dampfer konnte 80 Passagiere in der Ersten, 40 in der Zweiten und 1200 in der Dritten Klasse befördern. Die Sirio lief am 23. März 1883 vom Stapel. Nach der Fertigstellung des Schiffes fuhr es am 19. Juni 1883 von Glasgow nach Genua, um für die Jungfernfahrt vorbereitet zu werden. Diese fand am 15. Juli desselben Jahres statt. Die Sirio bediente die Route Genua–Las Palmas–Montevideo–Buenos Aires, für die sie 15 Tage benötigte.
Das Schiff wurde nach der italienischen Bezeichnung für das Doppelsternsystem Sirius benannt. 1885 wurde das Schiff an die Navigazione Generale Italiana, einer der größten Reedereien Italiens, verkauft. Ihre erste Fahrt im Dienst dieser Reederei absolvierte die Sirio am 21. März 1885. 1891 wurden neue Maschinen eingebaut, sodass der Dampfer nun 15 statt der bisherigen 14 Knoten schaffte. Die Sirio blieb für Navigazione General Italiana auf derselben Schifffahrtsroute nach Südamerika.

## Untergang

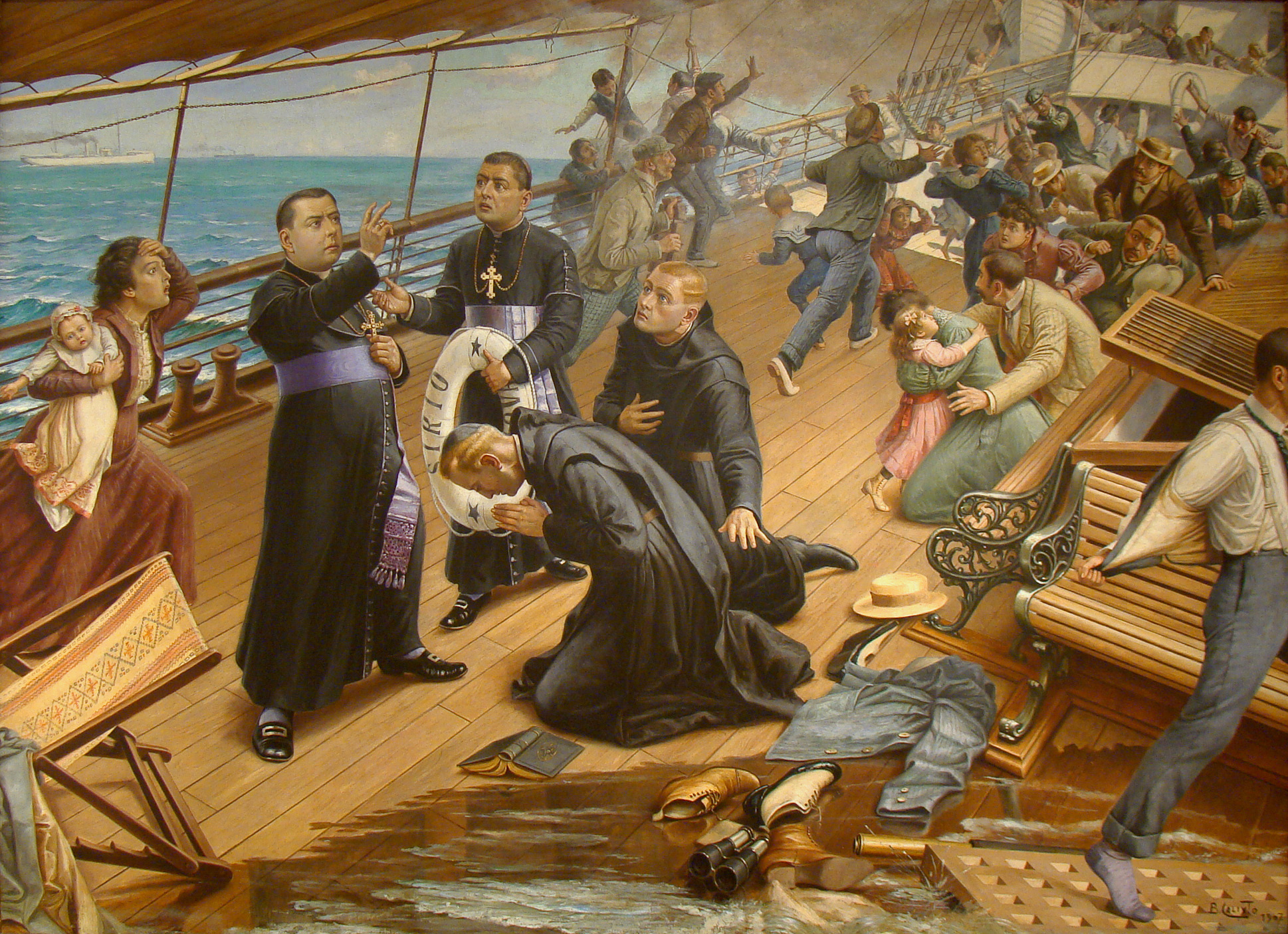
Gemälde von Benedito Calixto (1907): Einer der Bischöfe segnet die Benediktiner Natter und Vonier.

Am Donnerstag, dem 2. August 1906 lief die Sirio zu einer weiteren Überfahrt von Genua nach Buenos Aires aus. An Bord waren 570 Passagiere und 127 Besatzungsmitglieder. Das Kommando hatte Kapitän Giuseppe Piccone. Der erste Zwischenhalt war Barcelona, wo weitere 125 Fahrgäste zustiegen. Somit befanden sich nun 822 Personen an Bord. Unter den Passagieren der Ersten Klasse befanden sich einige prominente Persönlichkeiten wie die damals populäre spanische Sängerin und Schauspielerin Lola Millanes (1859–1906, eigentlich Dolores Millanes Borre; kam ums Leben), der Bischof von São Paulo José de Camargo Barros (kam ums Leben), der Bischof von Bischof von São Pedro do Rio Grande do Sul (später Porto Alegre) Cláudio Gonçalves Ponce de Leon (überlebte), der Abt von Buckfast Abbey Boniface Natter (kam ums Leben), dessen Begleiter und Nachfolger Ansgar Vonier (überlebte) und der österreichische Konsul in Rio de Janeiro Leopold Politzer (überlebte).
Zwei Tage nach dem Auslaufen in Genua, am Samstag, dem 4. August 1906 dampfte das Schiff bei klarem Wetter und ruhiger See entlang der Küste der spanischen Provinz Murcia und hielt Kurs auf die Hafenstadt Cartagena. Unmittelbar vor Cabo de Palos, einem Kap an der Costa Cálida an der Südostküste Spaniens, erreichte die Sirio die Insel Islas Hormigas, in deren Bucht sich viele felsige Riffe befinden. Der vorgeschriebene Kurs für dieses Gebiet sah eine weiträumige Umschiffung dieser Bucht vor, um eine Kollision mit den Felsen zu vermeiden. Stattdessen nahm Kapitän Piccone einen Kurs, der ihn tiefer in die Bucht hineinführte.
Bei voller Geschwindigkeit lief die Sirio um 14.10 Uhr plötzlich auf das Riff Bajo de Fuera. Der Aufprall auf die Felsen war so stark, dass der Kiel teilweise vom Schiffskörper gelöst wurde. Das Heck wurde unter Wasser gedrückt, während der Bug weit aus den Wellen ragte. Das Schiff nahm sofort Wasser auf und bekam eine ernste Schlagseite nach Steuerbord. Als die Wassermassen den Maschinenraum erreichten, begannen die Kessel zu explodieren.
Unter den Passagieren brach Panik aus, an Deck spielten sich Szenen von Chaos und Gewalt ab. Es gab nicht genügend Rettungsboote und nur wenige Passagiere konnten schwimmen. Anstatt den Passagieren zu helfen, leerten der Kapitän und seine Offiziere den Safe im Zahlmeisterbüro und verließen das Schiff in einem der ersten Rettungsboote (Für diese Handlung wurde Kapitän Piccone später zu einer Haftstrafe verurteilt). Viele kämpften sich mit Messern und Revolvern zu den Booten vor, von denen viele kenterten und sanken, weil sie von den panischen Menschenmassen gestürmt wurden. Die Passagiere trampelten sich gegenseitig nieder, viele von ihnen sprangen über Bord. Bevor das Schiff ordnungsgemäß evakuiert werden konnte, kenterte es binnen weniger Minuten nach Steuerbord und sank mit dem Heck voran. 442 Passagiere und Besatzungsmitglieder kamen ums Leben, mehr als die Hälfte aller an Bord befindlichen Personen. Darunter befanden sich zahlreiche Frauen und Kinder. Die Überlebenden wurden von spanischen Fischerbooten und Schleppern geborgen und an Land gebracht.
Das gestrandete Wrack brach neun Tage nach dem Unfall auseinander und sank, wobei zahlreiche bis dahin im Schiff eingeschlossene Leichen freigespült wurden.
Der Untergang der Sirio stellt einen der größten Verluste von Menschenleben auf einem zivilen italienischen Dampfschiff dar. Das Unglück spiegelte sich in zahlreichen Liedern und Anekdoten der Region wider.
Koordinaten: 37° 39′ 7″ N, 0° 39′ 10″ W